# Oggetti magici in Card Captor Sakura
In questa pagina sono descritti gli oggetti magici utilizzati nel manga e anime Card Captor Sakura delle CLAMP.

## Carte di Clow/Carte di Sakura
Le Carte di Clow o Clow Card (クロウカード?, Kurō Kādo) sono carte magiche create nell'antichità da un potente mago e stregone inglese, di nome Clow Reed, combinando la magia e la sapienza occidentale con quelle orientali. Esse sono contenute nel Libro di Clow, di cui Cerberus e Yue sono guardiani.
Nella prima parte del manga (corrispondente alla prima e seconda stagione dell'anime), Sakura Kinomoto, aiutata da Cerberus (denominato da lei Kero-chan) deve catturare le carte, da lei stessa inavvertitamente liberate dopo aver aperto il libro di Clow. Nella seconda parte del manga (la terza stagione dell'anime), Sakura, dopo esserne diventata la nuova padrona, trasforma le carte di Clow in Carte di Sakura, che traggono la loro forza direttamente da lei. Il Libro di Clow si trasforma così nel Libro di Sakura.
Ogni carta rappresenta un oggetto o un elemento della natura, e racchiude al suo interno uno spirito legato al nome della carta stessa. Gli spiriti racchiusi nelle carte sono generalmente autonomi, irrequieti ed indisciplinati e di solito non amano essere controllati, ragion per cui colui o colei che riuscirà a domarle e ad usarle, deve essere dotato di grande determinazione per sfruttare al meglio la loro magia e le loro capacità.
Nel manga le Carte di Clow sono appena 19, ma diventano 55 con la versione animata e i due film. Nel primo film compare la carta della Freccia, mentre in quello successivo vengono aggiunte quelle del Nulla e della Speranza. Le prime 52 carte di Clow si suddividono in 2 gruppi composti da 26 carte ciascuna e ciascun gruppo ha un suo guardiano (Cerberus o Yue). Le restanti 3 carte (Il Nulla, La Speranza e La carta senza nome) non rientrano in questa classificazione.
Di seguito vengono elencate tutte le carte che compaiono nel corso dell'anime, mentre quelle sottolineate erano già presenti nel manga:
| Dominio         | Elemento        | Kanji | Nome originale      | Nome italiano       | Cattura                                      | Diventa Carta di Sakura                                   | Descrizione |
| --------------- | --------------- | ----- | ------------------- | ------------------- | -------------------------------------------- | --------------------------------------------------------- | --- |
| C E R B E R U S | L U C E         | 光    | The Light           | La Luce             | Ep. 42                                       | Ep. 69                                                    | La Luce è una delle carte più importanti del mazzo. Può illuminare una stanza intera, creando la luce dal nulla e trasformare la notte in giorno. È una carta legata a The Dark (Il Buio), perché non esiste luce senza oscurità. |
| C E R B E R U S | L U C E         | 影    | The Shadow          | L'Ombra             | Ep. 2                                        | Ep. 59                                                    | L'ombra è dominata dalla Luce, perché non esisterebbero le ombre senza luce. Questa è una carta potente, capace di controllare le ombre a suo piacimento; può essere utilizzata per attaccare un luogo silenziosamente. Kero-chan sulla Carta dell'Ombra ha dichiarato: "Non possiamo toccarla, ma possiamo essere toccati da lei". Solo l'esposizione alla luce rende l'Ombra più debole. |
| C E R B E R U S | L U C E         | 灯    | The Glow            | Lo Splendore        | Ep. 18                                       | Ep. 67                                                    | Lo Splendore è una delle poche carte totalmente inoffensive, insieme a The Flower (Il Fiore) e The Windy (Il Vento) nel manga. Ha la capacità di creare piccoli lampi di luce, simili alle lucciole. Questa carta non ha alcun potere di attacco, né di difesa. |
| C E R B E R U S | L U C E         | 小    | The Little          | La Piccolezza       | Ep. 24                                       | Ep. 55                                                    | Questa carta ha la capacità di rendere più piccole cose e persone. |
| C E R B E R U S | L U C E         | 戻    | The Return          | Il Passato          | Ep. 27                                       | Ep. 68                                                    | Il Passato ha la capacità di far rivivere ogni evento del passato vicino o lontano, non dando però la possibilità di modificarli. I suoi poteri possono essere usati da persone con capacità magiche o meno, ma la sua gestione deve essere effettuata da una persona con molto potere, in quanto è possibile rimanere intrappolati nel passato per sempre. |
| C E R B E R U S | L U C E         | 大    | The Big             | L'Ingrandimento     | Ep. 31                                       | Ep. 55                                                    | L'Ingrandimento è in grado di aumentare le dimensioni di qualunque cosa o persona, anche rendendola enorme. |
| C E R B E R U S | L U C E         | 甘    | The Sweet           | Lo Zucchero         | Ep. 29                                       | Ep. 53                                                    | Converte un oggetto in qualcosa di dolce e commestibile; non le piace tutto ciò che è salato e di natura malvagia. |
| C E R B E R U S | L U C E         | 創    | The Create          | La Fantasia         | Ep. 31                                       | Video Diario 2                                            | La carta della creazione (tradotta in italiano come "La Fantasia") racchiude al suo interno un libro, capace di trasformare in realtà qualsiasi cosa si scriva su di esso. Il suo potere si manifesta pertanto dopo che qualcuno ha scritto qualcosa sul libro, ma è proprio quando si smette di scrivere che la carta si ferma e diventa debole. È l'unica carta che si può catturare anche non essendo fisicamente vicino ad essa.                                                                                                   |
| C E R B E R U S | F U O C O       | 火    | The Firey           | Il Fuoco            | Ep. 35                                       | Ep. 48                                                    | Il Fuoco è una delle quattro carte elementali della storia. Permette di creare e manipolare il fuoco a piacere. È potente come le altre carte elementali e per poterla catturare Sakura ha dovuto combinare la potenza di The Watery (L'Acqua) e The Windy (Il Vento). |
| C E R B E R U S | F U O C O       | 雷    | The Thunder         | Il Fulmine          | Ep. 8                                        | Ep. 67                                                    | Il Fulmine è una carta molto potente in grado di manipolare e creare fulmini ad alta intensità. Per catturare il Fulmine è necessario bloccarlo (Sakura utilizzerà l'Ombra per farlo). |
| C E R B E R U S | F U O C O       | 剣    | The Sword           | La Spada            | Ep. 9                                        | Ep. 50                                                    | La Spada è una carta di natura aggressiva, capace di rendere tutti coloro che sono nelle sue mani esperti spadaccini. È una carta debole di per sé, ma se una persona la impugna, i suoi poteri aumentano notevolmente. Ha la capacità di tagliare qualunque oggetto, dalle cose materiali alle carte di Clow, come The Shield (Lo Scudo ), The Lock (Il Lucchetto) e The Loop (Il Cerchio). I suoi attacchi non hanno effetto contro The Maze (Il Labirinto).                                                                         |
| C E R B E R U S | F U O C O       | 力    | The Power           | La Forza            | Ep. 13                                       | Ep. 52                                                    | La Forza è una carta che dà a chi la utilizza una potenza sovrumana. |
| C E R B E R U S | F U O C O       | 闘    | The Fight           | La Lotta            | Ep. 20                                       | Ep. 69                                                    | La Lotta trasforma chi la usa in gran lottatore, conoscitore di qualunque arte marziale o specialità di difesa personale. È una carta molto violenta che ricerca in continuazione la competizione. |
| C E R B E R U S | F U O C O       | 撃    | The Shot            | Il Bersaglio        | Ep. 28                                       | Ep. 69                                                    | Il potere della carta del Colpo (tradotta in italiano come Bersaglio) è quello di colpire cose o persone. È una delle carte più violente in assoluto e chiunque è in grado di utilizzarla quando non è stata catturata. Se la carta identifica un bersaglio, tenterà di colpirlo finché non lo avrà eliminato. |
| C E R B E R U S | F U O C O       | 矢    | The Arrow           | La Freccia          | Primo film                                   | Ep. 61                                                    | La Freccia è una carta violenta, alla stregua di The Shot (Il Bersaglio) e The Sword (La Spada); queste carte possono essere utilizzate da Sakura come armi. La Freccia è una delle poche carte non catturata nell'anime, ma nel primo film. Permette di attaccare e difendere con le frecce. |
| C E R B E R U S | F U O C O       | 抜    | The Through         | Il Passaggio        | Non mostrata; si presume tra gli ep. 35 e 36 | Non mostrata                                              | Consente di passare attraverso qualsiasi oggetto solido, anche le pareti. Tuttavia a seconda dello spessore degli oggetti si avrà bisogno una quantità di magia maggiore per usarla, per evitare di rimanere intrappolati. |
| C E R B E R U S | F U O C O       | 双    | The Twin            | I Gemelli           | Ep. 43                                       | Non mostrata                                              | Può sdoppiare sia gli oggetti che le persone. Per catturare la carta, bisogna catturare nello stesso istante entrambi i gemelli. |
| C E R B E R U S | T E R A         | 地    | The Earthy          | La Terra            | Ep. 45                                       | Ep. 61                                                    | La Terra è l'ultima carta catturata sia nel manga che nell'anime. La Terra è insieme a The Firey (Il Fuoco) una carta fondamentale affinché Kero-chan possa riacquistare la sua forma originaria di Cerberus. Questa carta è in grado di creare e manipolare la terra, ad esempio dando il via ad un terremoto, ed è inoltre una delle più potenti, essendo immune ai poteri delle altre carte elementali. Tuttavia, in linea con la cultura cinese dei cinque elementi, la Terra è debole contro gli attacchi di The Wood (Il Legno). |
| C E R B E R U S | T E R A         | 花    | The Flower          | Il Fiore            | Ep. 10                                       | Ep. 54                                                    | Il Fiore è una carta giocosa ed entusiasta, capace di creare tempeste di petali e di ogni tipo di fiore. Nell'anime il suo potere è piuttosto limitato e viene trattata come una carta inutile. Tuttavia nel manga Sakura usa questa carta per creare appunto tempeste di petali in grado di proteggerla. |
| C E R B E R U S | T E R A         | 盾    | The Shield          | Lo Scudo            | Ep. 11                                       | Ep. 58                                                    | Lo Scudo è una carta difensiva, in grado di proteggere le persone e gli oggetti. È utile perché è immune ai poteri di varie carte, tra cui The Time (Il Tempo). |
| C E R B E R U S | T E R A         | 輪    | The Loop            | Il Cerchio          | Ep. 21                                       | Ep. 53                                                    | Il Cerchio è una carta molto strana che imprigiona le persone in un ciclo temporale che si ripete all'infinito. Per fermarla bisogna trovare la sua esatta posizione all'incrocio di due luoghi e tagliarla con The Sword (La Spada). |
| C E R B E R U S | T E R A         | 鏡    | The Mirror          | Lo Specchio         | Ep. 25                                       | Ep. 61                                                    | Lo Specchio è una delle carte più importanti della serie. È capace di creare copie esatte di oggetti e persone, per esempio Sakura la usa per creare una copia di sé stessa mentre dorme, permettendole di uscire di casa indisturbata. La carta è utilizzata anche per bloccare o riflettere gli attacchi. Durante la serie, Lo Specchio si innamora di Touya, il fratello di Sakura. Viene usata per catturare The Shot (La Mira) |
| C E R B E R U S | T E R A         | 迷    | The Maze            | Il Labirinto        | Ep. 26                                       | Ep. 66                                                    | Il Labirinto è una carta in grado di creare labirinti enormi e senza fine, e l'unico modo per sconfiggerla è quello di trovare l'uscita, dal momento che neanche The Sword (La Spada) è in grado di romperla. Il labirinto creato dalla carta non è visibile all'esterno e le persone possono rimanerne intrappolate anche per molto tempo in quanto il labirinto cambia forma, diventando sempre più intricato. |
| C E R B E R U S | T E R A         | 秤    | The Libra           | La Bilancia         | Non mostrata; si presume tra gli ep. 35 e 36 | Ep. 53                                                    | La Bilancia è una carta che mostra chi mente e chi dice la verità; è anche in grado di bilanciare la luce e buio, e allo stesso modo di porre fine alle controversie. |
| C E R B E R U S | T E R A         | 錠    | The Lock            | Il Lucchetto        | Ep. 38                                       | Ep. 53                                                    | Il Lucchetto è una carta in grado di bloccare qualunque serratura, senza dare alcuna possibilità di aprirla. Solo la chiave del sigillo di Sakura può aprire le porte o le cose che sono bloccate da questa carta. |
| C E R B E R U S | T E R A         | 砂    | The Sand            | La Sabbia           | Ep. 41                                       | Ep. 53                                                    | Il suo potere è quello di creare e manipolare tutti i tipi di sabbia. L'unico modo per catturarla è quello di immobilizzarla: nella serie si riesce a sigillarla con l'uso di The Watery (L'Acqua) e The Freeze (Il Gelo). |
| Y U E           | O S C U R I T À | 闇    | The Dark            | Il Buio             | Ep. 42                                       | Ep. 69                                                    | È in grado di creare oscurità ovunque, rendendo un luogo completamente buio. È legata a The Light (La Luce), perché non può esistere buio senza luce. |
| Y U E           | O S C U R I T À | 幻    | The Illusion        | L'Illusione         | Ep. 6                                        | Ep. 66                                                    | L'Illusione è una carta di solito usata per distrarre il nemico. È in grado di prendere le sembianze di ciò che la gente desidera vedere. |
| Y U E           | O S C U R I T À | 静    | The Silent          | Il Silenzio         | Ep. 7                                        | Ep. 69                                                    | Il Silenzio è una carta in grado di rimuovere ovunque qualsiasi suono. Ha anche il potere di muovere lontano da sé cose o persone che disturbano la quiete in cui ama stare. Questa carta è stata sigillata grazie ad un'altra carta di Clow, The Shadow (L'Ombra), perché è l'unica in grado di agire senza fare alcun suono. |
| Y U E           | O S C U R I T À | 時    | The Time            | Il Tempo            | Ep. 12                                       | Ep. 64                                                    | È in grado di controllare il tempo. Chi la utilizza può quindi fermare, velocizzare o rallentare il tempo a piacimento; per utilizzarla è tuttavia necessario possedere una magia particolarmente potente. |
| Y U E           | O S C U R I T À | 消    | The Erase           | La Sparizione       | Ep. 17                                       | Ep. 52                                                    | La Sparizione è una carta che ha la capacità di eliminare oggetti o persone temporaneamente o permanentemente, a seconda della quantità di tempo in cui viene utilizzata la carta. Ha anche la capacità di cancellare la memoria degli oggetti o delle persone. I suoi poteri sono molto simili ai poteri di The Nothing (Il Nulla), di cui si parla nel secondo film di Card Captor Sakura. |
| Y U E           | O S C U R I T À | 眠    | The Sleep           | Il Sonno            | Ep. 22                                       | Ep. 56                                                    | Con la sua polvere magica può far addormentare una o più persone. È una carta che individua immediatamente le persone che hanno bisogno di riposo e le fa addormentare anche contro la loro volontà. |
| Y U E           | O S C U R I T À | 替    | The Change          | Lo Scambio          | Ep. 32                                       | Ep. 53                                                    | Lo scambio è una carta in grado di mutare l'aspetto di persone o di cose; la magia deve essere invertita entro 24 ore, altrimenti il cambiamento è permanente. |
| Y U E           | O S C U R I T À | 夢    | The Dream           | Il Sogno            | Ep. 40                                       | Ep. 62                                                    | Il Sogno è una carta in grado di controllare e creare i sogni della gente; ha anche la capacità di provocare sogni premonitori. Si tratta di una carta passiva ma molto difficile da catturare, perché rende impossibile distinguere la realtà dal sogno. |
| Y U E           | A C Q U A       | 水    | The Watery          | L'Acqua             | Ep. 3                                        | Ep. 63                                                    | Una delle carte elementali, The Watery (L'Acqua) è la prima carta ad essere catturata nel manga, la terza nell'anime. Permette di creare e controllare l'acqua a proprio piacimento, è di natura aggressiva e può essere indebolita solo con The Freeze (Il Gelo). Poiché Sakura non ha quella carta nell'anime (mentre nel manga tale carta non esiste), riesce a catturare L'Acqua intrappolandola in una cella frigorifera. |
| Y U E           | A C Q U A       | 雨    | The Rain            | La Pioggia          | Ep. 4                                        | Ep. 69                                                    | Capace di creare temporali piccoli e grandi, questa carta molto dispettosa è in grado di comandare la pioggia a suo piacimento, ed insieme a The Cloud (La Nuvola) può creare perfette giornate di pioggia. |
| Y U E           | A C Q U A       | 樹    | The Wood            | Il Legno            | Ep. 4                                        | Ep. 67                                                    | Di natura tranquilla e passiva, The Wood (Il Legno) è una carta utilizzata per creare alberi, rami, ecc. Non è una carta elementale, ma Clow Reed era cinese e il legno in quella cultura è parte di uno dei cinque elementi, motivo per cui viene a volte considerata tale. |
| Y U E           | A C Q U A       | 霧    | The Mist            | La Nebbia           | Ep. 14                                       | Ep. 61                                                    | La sua capacità è quella di creare una fitta nebbia che può rompere e corrodere il metallo o qualsiasi altra sostanza solida. È usata anche per togliere visibilità al nemico, tramite una nebbia molto densa. |
| Y U E           | A C Q U A       | 凍    | The Freeze          | Il Gelo             | Ep. 33                                       | Ep. 60                                                    | Si tratta di una carta capace di congelare qualsiasi cosa ed ha bisogno di acqua per azionare i suoi poteri. È anche una delle poche carte capace di controllare The Watery (L'Acqua) e poterla intrappolare. |
| Y U E           | A C Q U A       | 泡    | The Bubbles         | La Schiuma          | Non mostrata; si presume tra gli ep. 35 e 36 | Ep. 58                                                    | È una carta capace di creare enormi quantità di schiuma. Secondo Kero-chan la carta è stata creata esclusivamente per il lavaggio di lui stesso e dell'abbigliamento di Clow Reed. |
| Y U E           | A C Q U A       | 波    | The Wave            | L'Onda              | Non mostrata; si presume tra gli ep. 35 e 36 | Ep. 53                                                    | Può creare grandi onde; non ha il potere di creare l'acqua, ma solo di modificarla. |
| Y U E           | A C Q U A       | 雪    | The Snow            | La Neve             | Ep. 36                                       | Ep. 68                                                    | È capace di creare e manipolare la neve. Può anche trasformare una giornata di sole in una giornata nevosa. Non ha il potere di congelare le cose. |
| Y U E           | A C Q U A       | 雲    | The Cloud           | La Nuvola           | Ep. 39                                       | Ep. 69                                                    | La Nuvola è in grado di creare enormi nuvole a volontà, oltre ad essere in grado di spostarle a piacimento. Quando incontra i poteri di The Rain (La Pioggia), è in grado creare un giorno perfetto di pioggia. |
| Y U E           | V E N T O       | 風    | The Windy           | Il Vento            | Mai catturata; già posseduta dall'inizio     | Ep. 53                                                    | è una delle quattro carte elementali della serie. Il Vento nell'anime è la prima carta che Sakura riesce a comandare e a causa sua fa volare fuori dal Libro di Clow tutte le altre, mentre nel manga vola via insieme a tutte le carte del libro, ma ritorna volontariamente al suo interno a causa del suo carattere passivo. Consente di creare enormi bufere e crea e controlla il vento. |
| Y U E           | V E N T O       | 翔    | The Fly             | Il Volo             | Ep. 1                                        | Ep. 51                                                    | Il Volo è la prima carta che Sakura cattura nell'anime, mentre nel manga è la quarta. Il Volo può permettere ad una persona di volare; all'inizio Sakura vola grazie al suo scettro, sul quale compaiono delle ali, mentre dalla terza stagione riesce ad usarla facendosi crescere delle ali sulla schiena, così da poter utilizzare The Sword (La Spada) per trasformare lo scettro in una spada. |
| Y U E           | V E N T O       | 跳    | The Jump            | Il Salto            | Ep. 5                                        | Ep. 51                                                    | Il Salto è una delle carte più utilizzate da Sakura durante il corso della serie ed è una carta molto cattiva. Sakura la usa per effettuare lunghi salti, normalmente quando The Fly (Il Volo) non l'aiuta. Quando la utilizza, a Sakura compaiono delle piccole ali sulle scarpe. |
| Y U E           | V E N T O       | 嵐    | The Storm           | La Tempesta         | Ep. 15                                       | Ep. 69                                                    | È strettamente legata a The Rain (La Pioggia), The Cloud (La Nuvola), The Thunder (Il Tuono), The Watery (L'Acqua) e The Windy (Il Vento). Questa carta può creare uragani e tempeste di vento, ma alla stregua di The Wave (L'Onda) che non può creare l'acqua, La Tempesta non può creare il vento. |
| Y U E           | V E N T O       | 浮    | The Float           | Il Galleggiamento   | Ep. 15                                       | Ep. 57                                                    | Il Galleggiamento può fare fluttuare gli oggetti. È una carta aggressiva ed i suoi poteri non sono ampi, ma è di aiuto quando bisogna raggiungere un luogo e non è possibile usare The Fly (Il Volo). |
| Y U E           | V E N T O       | 移    | The Move            | Lo Spostamento      | Ep. 19                                       | Video Diario 2                                            | È in grado di spostare piccoli oggetti inanimati da un luogo all'altro. |
| Y U E           | V E N T O       | 歌    | The Song            | Il Canto            | Ep. 23                                       | Ep. 49                                                    | Può copiare il canto di un'altra persona, sebbene sia una carta molto selettiva e imiti solo le canzoni cantate da chi possiede una voce davvero bella. Si può anche appropriare di canzoni che ritiene possano essere migliorate. |
| Y U E           | V E N T O       | 駆    | The Dash            | La Velocità         | Ep. 30                                       | Ep. 53                                                    | Si tratta di una carta con il potere di dare grande velocità a chi la utilizza. A seconda del livello di magia di chi la possiede, la carta aiuta a percorrere distanze brevi o lunghe. Ha un carattere passivo e può cedere il suo potere ad altre persone senza dover necessariamente entrare in uno stato di incoscienza. |
| Y U E           | V E N T O       | 声    | The Voice           | La Voce             | Ep. 37                                       | Ep. 53                                                    | È in grado di rubare la voce della gente a suo piacimento, lasciando la persona attaccata completamente muta. |
|                 |                 |       |                     |                     |                                              |                                                           | |
|                 |                 |       | La Carta Senza Nome | La Carta Senza Nome | Mai catturata; creata nell'ep. 70            | Già creata come Carta di Sakura                           | Questa è la prima carta creata da Sakura nell'episodio finale dell'anime; rappresenta i sentimenti di amore di Sakura per Shaoran ma non ha un nome ed è conosciuta quindi come "La Carta senza nome". Non ha poteri conosciuti. |
|                 |                 | 無    | The Nothing         | Il Nulla            | Secondo film                                 | Non viene trasformata, ma fusa con La Carta Senza Nome    | Il Nulla era una carta creata da Clow Reed per mettere in equilibrio la magia delle altre carte di Clow. Questa carta è stata creata a partire dalle forze negative che le altre carte non possedevano. Fu sepolta, nascosta e separata dal libro di Clow, perché la sua liberazione avrebbe potuto significare la scomparsa dell'universo. Durante il secondo film, la carta viene accidentalmente liberata. Ha qualche somiglianza con The Erase (La Sparizione), che però possiede una forza positiva.                              |
|                 |                 | 望    | The Hope            | La Speranza         | Mai catturata; creata nel secondo film       | Fusione magica di una Carta di Sakura e una Carta di Clow | Una volta catturata The Nothing (Il Nulla), essa viene fusa con "La Carta senza nome" e insieme formano la Speranza. Il suo potere è così grande che annulla i poteri della carta del Nulla, creando equilibrio. |

## Le Chiavi del Sigillo
(evocazione dello scettro di Sakura, versione italiana)
Le Chiavi del Sigillo hanno la forma di una piccola chiave, che diventa un bastone o uno scettro quando evocato. Esistono due chiavi, quella di Sakura e quella di Eriol. La chiave di Sakura, una volta diventato Scettro, viene usato per sigillare le carte di Clow, o per usarle. Dopo aver recuperato tutte le carte di Clow, Sakura crea un nuovo sistema di magia, e il suo scettro cambia il suo aspetto, che rappresenta una stella, simbolo della sua magia. Nel manga, con l'aiuto della Campana Lunare, che si fonde al suo scettro, si viene a formare una versione più potente. Nell'anime, invece, Sakura crea il nuovo scettro da sola. La chiave di Eriol diventa un lungo bastone, con un sole a dieci punti sulla cima. È usato per lanciare incantesimi, visto che Eriol non possiede o utilizza le Carte di Clow.

## Rashinban
Il Rashinban è la bussola magica di Shaoran. Appare come una tavola quadrata, divisa in quattro parti, che rappresentano i quattro elementi. Al centro c'è il simbolo dello yin e yang. Viene usata per localizzare le carte di Clow o altri componenti magiche. Viene utilizzata anche da Yeran, infatti è tramandata dalla famiglia Li.

Il Taijitu, come compare sul rashinban di Shaoran

## O-fuda
Gli O-fuda sono talismani cartacei shinto che rappresentano un kami. Shaoran li usa per evocare diversi elementi, come il fuoco, il vento o la luce. Possono essere usati con la sua spada cinese, un Jian, o senza di essa.

## Campana lunare
La Campana lunare è una campana creata da Clow Reed poco prima di morire, per aiutare il prossimo padrone delle carte. Era custodita nel tempio shintoista Tsukimime, fino ad arrivare nelle mani di Kaho Mizuki, ultima discendente della famiglia che gestiva il tempio. Nella serie animata viene fusa allo scettro di Sakura, per crearne uno più potente ed aiutarla nel Giudizio Finale.